# James Eas Yun
James Eas Yun (13 de maig de 1981) és un lluitador estatunidenc. Yun és més conegut per la seva feina a la WCW com un dels tres Jung Dragons, Yang, mentre que en la TNA és conegut com a Jimmy Yang. Després d'una breu desaparició, va tornar com Akio. Ell va tornar a la WWE el 2006 a SmackDown! com Jimmy Wang Yang.